# NDSM-werf
Le NDSM-werf, connu en français en tant que chantier de la NDSM, est un ancien chantier naval d'Amsterdam, situé dans l'arrondissement Nord et faisant l'objet d'une profonde réhabilitation en zone de loisirs,.

## Histoire
Le chantier naval est utilisé par l'une des plus grandes entreprises de construction navale du XXe siècle, la NDSM, qui fait fabriquer notamment plusieurs paquebots. Accessible en ferry depuis notamment la gare centrale d'Amsterdam, la zone abrite aujourd'hui plusieurs bars et restaurants, ainsi que des résidences étudiantes. Les anciens entrepôts du chantier naval, laissés à l'abandon peu après la disparition de l'entreprise, en 1981, tout comme les espaces voisins, accueillent aujourd'hui diverses manifestations culturelles, entre autres le festival de musique électronique DGTL, prenant place deux fois par an : en avril et en octobre, à l'occasion de l'Amsterdam Dance Event (ADE).

## Transports
Situé sur la rive nord de l'IJ, le NDSM-werf est accessible en ferry gratuit de la GVB depuis la rive sud. Cependant, la croissance récente du quartier pose la question d'une meilleure desserte. À long terme, un projet de station de métro existe, conçu comme un embranchement de la Noord/Zuidlijn dans l'arrondissement Nord, avant de remonter la rive gauche du Zaan en direction de Zaanse Schans, dans la commune de Zaanstad.